# Пескарёв, Георгий Сергеевич
Гео́ргий Серге́евич Пескарёв (15 апреля 1896 — 10 марта 1939) — советский государственный и партийный деятель. В 1937–1938 годах и.о. Первого секретаря Курского обкома ВКП(б). Входил в состав особой тройки НКВД СССР. В 1938 году арестован, в 1939 расстрелян, реабилитирован посмертно.

## Биография
Родился в апреле 1896 года в деревне Гремячево Алексинского уезда Тульской губернии. Окончил двухклассную земскую школу. Батрачил у помещика. В 1912-м — рабочий Тульского оружейного завода. В 1915 году окончил Тульскую оружейную школу.
С июня 1915 года по февраль 1918 года служил в армии. В октябре 1917 года вступил в РСДРП.
С мая по август 1918 года — секретарь Тульского губернского отдела связи и информации.
С августа 1918 года — председатель Царицынской фронтовой и Камышинской уездной чрезвычайной комиссии (Саратовская губерния). С декабря 1918 года по июнь 1919 года — секретарь Камышинского уездного комитета РКП(б) (Саратовская губерния).
С июня по сентябрь 1919 года — в Штабе 10-й армии Южного фронта.
С сентября 1919 года по май 1920 года — комиссар кавалерийской дивизии 2-го конного корпуса Думенко (Южный фронт), участвовал в боях от Царицына до Екатеринодара.
С мая до сентябрь 1920 года — председатель Тульского губернского комитета помощи красноармейским хозяйствам.
С сентября 1920 года по май 1921 года — заместитель председателя Ярославского губернского продовольственного совещания, посевного комитета.
С мая до октябрь 1921 года — заведующий Организационным отделом Ярославского губернского комитета РКП(б).
С октября 1921 года по февраль 1922 года — военный инструктор, заведующий Информационным подотделом Бауманского районного комитета РКП(б) (Москва).
С февраля до ноябрь 1922 года — на Русско-Американском инструментальном заводе (Москва).
С ноября 1922 года по февраль 1923 года — помощник прокурора Московской губернии по Богородскому уезду.
С февраля 1923 года по январь 1925 года — заведующий Организационным отделом Замоскворецкого районного комитета РКП(б) (Москва).
С января 1925 года по январь 1926 года — слушатель Курсов марксизма при Коммунистической академии имени Я. М. Свердлова в Москве.
С января по ноябрь 1926 года — инструктор, заведующий Организационным отделом Челябинского окружного комитета ВКП(б).
С ноября 1926 года по декабрь 1927 года — заведующий Организационным отделом Златоустовского окружного комитета РКП(б).
С декабря 1927 года по сентябрь 1929 года — ответственный секретарь Кунгурского окружного комитета ВКП(б).
С сентября 1929 года по январь 1932 года учился на факультете партийного строительства Института Красной профессуры.
С января 1932 года по февраль 1933 года — заведующий Агитационно-массовым отделом Московского областного комитета ВКП(б).
С февраля 1933 года по апрель 1933 года — 1-й секретарь Коломенского городского комитета ВКП(б) (Московская область).
С февраля 1933 года — секретарь комитета ВКП(б) Коломенского паровозостроительного завода (Московская область).
С апреля 1933 года по март 1935 год — 1-й секретарь Коломенского районного комитета ВКП(б) (Московская область).
С февраля 1935 года по апрель 1936 года — заведующий Отделом руководящих партийных органов Калининского областного комитета ВКП(б).
С апреля 1936 года по июнь 1937 года — 2-й секретарь Калининского областного комитета ВКП(б).
С 9 июня 1937 года назначен председателем Калининского облисполкома.
3 июля 1937 года назначен и. о. первого секретаря Курского обкома партии. Этот период отмечен вхождением в состав особой тройки, созданной по приказу НКВД СССР от 30.07.1937 № 00447 и активным участием в сталинских репрессиях.
В середине 1937 года лично обратился к Сталину по поводу невинно осуждённых в городе Курске, после чего ЦК направляет в Курск бригаду Верховного суда и Прокуратуры СССР.
На пленуме ЦК в октябре 1937 года выступил с речью:
Как нам дойти до каждого избирателя? Дойти не формально, а по существу, не только через митинги, а так, чтобы знать настроение каждого. Мы должны найти, именно найти всех тех избирателей, у которых имеются законные обиды на Советскую власть.
В руководстве областной прокуратуры и областного суда у нас долгое время орудовали мерзавцы, они центр тяжести карательной политики перенесли на ни в чем не повинных людей, главным образом на колхозный и сельский актив. За три года было осуждено у нас 87 тысяч человек, из них 18 тысяч колхозного и сельского актива, т.е. в среднем по 2 активиста на колхоз и на сельский совет. Судили по пустякам, судили незаконно, и когда мы, выявив это, поставили вопрос в Центральном комитете, товарищ Сталин и товарищ Молотов крепко нам помогли, направив для пересмотра всех этих дел бригаду из работников Верхсуда и прокуратуры.
…
В результате трех недель работы этой бригады (из Верховного суда и прокуратуры) отменено 56% приговоров, как незаконно вынесенных. Больше того, 45% приговоров оказались без всякого состава преступления, т.е. люди осуждены по существу ни за что.
…

После пересмотра этих дел мы будем иметь не один десяток тысяч агитаторов за нас.Г.С. Пескарёв, протокол заседания пленума ЦК — цитируется по книге Ю. Жукова «Иной Сталин»

## Завершающий этап
27 мая 1938 года снят с должности. В августе отправлен заведовать областным отделом народного образования.
21 сентября 1938 года арестован в Москве по обвинению в «участии в правотроцкистской террористической организации в Калининской области».
10 марта 1939 года Военная коллегия Верховного Суда СССР приговорила Георгия Сергеевича Пескарёва к расстрелу. Расстреляли в тот же день.
Наиболее вероятно, что похоронен в совхозе «Коммунарка» Московской области как расстрелянный по делам Центрального аппарата НКВД., либо кремирован и похоронен на Донском кладбище.
18 апреля 1956 года Военной коллегией Верховного Суда СССР реабилитирован посмертно. Решением КПК при ЦК КПСС от 30 июня 1956 года восстановлен в партии.